# Tempus utile
Tempus utile (čas užitečný) je latinský výraz pro počítání času, při němž se přihlíží pouze k některým časovým jednotkám (například dnům), a to jenom k těm, kdy bylo možné provést určitý právní úkon. Velmi zjednodušenou obdobou je v současné době počítání času podle pracovních dnů.
Římské právo znalo ještě tempus continuum.